# Ferdynand (Stary Ujazd)
Ferdynand (niem. Ferdinandshof) – przysiółek wsi Stary Ujazd w Polsce, położony w województwie opolskim, w powiecie strzeleckim, w gminie Ujazd.
Od 1 grudnia 1945 do 31 grudnia 1968 w granicach Ujazdu.
W latach 1975–1998 przysiółek pod nazwą Wierzbiniec położony był w ówczesnym woj. opolskim.
Przysiółek przed 2007 rokiem miał nazwę urzędową Wierzbiniec.
We wsi działało Państwowe Gospodarstwo Rolne Ferdynand.